# Vegachí
Vegachí es un municipio de Colombia, localizado en la subregión Nordeste del departamento de Antioquia. Se encuentra a 147 km de la ciudad de Medellín. Limita por el norte con el municipio de Remedios, por el sur con el municipio de Yalí y por el oeste con el municipio de Amalfi. 
Es tradicionalmente tierra aurífera y últimamente productora de caña, tiene como apelativo Pueblo con sabor a miel. Es unos de los municipios más jóvenes y recientes del departamento de Antioquia.

## Toponimia
Su nombre deriva de la contracción de las palabras Vega - China; ya que anteriormente fue conocido con el nombre de "Vegas de la China".

## Geografía
Queda localizado en la Cordillera Central de Colombia, en una extensa región de Vegas bañadas por dos ríos, El Volcán y La Cruz.

## División Político-Administrativa
Además de su Cabecera municipal. Vegachí tiene bajo su jurisdicción el siguiente corregimiento (de acuerdo a la Gerencia departamental):
| Corregimiento | Centros Poblados | Veredas                                                       |
| El Tigre      | - El Tigre       | Mona, Mata Alta, Mata Baja, El Lagarto, El Pescado, El Churu. |

## Historia
En el año 1950 inicia como una finca llamada Vegas de la China, propiedad de Antonio Aguilar Jaramillo, su fundador , quien fue desplazado de sus tierras por los Conservadores. Gracias a este desplazamiento, los campesinos de la región, toman posesión de las tierras y forman un caserío llamado Vegas de la China, después pasa a ser corregimiento del municipio de Amalfí debido al crecimiento de la zona urbana a mediados de (1977-1983). Hasta en épocas tan recientes como 1984, cuando fue elevado a la categoría de Municipio.
Ubicado sobre la troncal del Nordeste, esconde muchos tesoros. Recorrer sus zonas rurales es maravillarse con la magia de una cueva natural que sirvió de refugio a los indígenas, sorprenderse con una cascada de agua fresca y descansar en una encantadora fonda que ofrece la posibilidad de la pesca recreativa. Es tierra productora de panela, miel de abejas y frutas.

## Generalidades
- Fundación del municipio: El 1 de junio de 1950
- Erección del municipio: 1984
- Fundador: Antonio José Aguilar Jaramillo.
- Apelativo: Pueblo más dulce de Antioquia.

## Demografía
Población Total: 11 810 hab. (2018)
- Población urbana: 8 055
- Población rural: 3 755

Alfabetismo: 78.4% (2005)
- Zona urbana: 82.8%
- Zona rural: 72.4%

### Etnografía
Según las cifras presentadas por el DANE del censo 2005, la composición etnográfica del municipio es:
- Mestizos & blancos (90,4%)
- Afrocolombianos (9,2%)
- Indígenas (0,4%)

## Economía
- Agricultura y ganadería: piña, cacao, plátano, yuca, caña de azúcar, café, miel y ganado.
- Agroindustria: KALOIKOS, enfocada en el procesamiento de chocolates y sus derivados; entre otros productos.

## Fiestas
- Virgen del Carmen, 16 de julio.
- Fiestas de la dulzura , Inicios de Julio

## Gastronomía
- Bocadillo, como resultado al culto local del azúcar.
- Todo tipo de Comidas Típicas
- Panela , Caña de Azúcar , Blanqueados y otros Dulces.
- Chocolates en sus diversas variedades, como resultado del procesamiento del cacao.

## Patrimonio artístico histórico y destinos ecológicos
- Quebrada del río El Pescado. Es uno de los lugares más hermosos de Vegachí. Se trata de una serie de caídas de agua limpia y refrescante. la quebrada tiene zonas aptas para el baño y la pesca. Estas quebradas son usadas como balnearios y para la pesca deportiva.

- Las Cuevas del Tigre, en la vereda El Jabón, a 7 km del pueblo. Hay unas rocas que forman una gran cueva en medio de la vegetación. Se accede a ellas por un antiguo camino de herradura.

- Caverna del Indio, es una caverna rocosa y está compuesta por varios salones. A diferencia de la mayoría de cuevas de este estilo, ésta tiene entrada de luz solar por varias partes, por eso no es tan oscura y no está habitada por murciélagos.

- Las Peceras de Sierra Baja, lugar apto para pescar tilapia, cachama o carpa roja. Es un lugar acogedor con seis estanques.

- Monumento al tigre. Se encuentra en el corregimiento El Tigre. La obra es del artista Julio Martín Sierra.

- Iglesia . Parroquia de la Virgen del Carmen. Se comenzó la obra en 1964.